# Montigny-en-Cambrésis
Montigny-en-Cambrésis è un comune francese di 592 abitanti situato nel dipartimento del Nord nella regione dell'Alta Francia.

## Società

### Evoluzione demografica
Abitanti censiti